# إستر لويس (شاعرة)
إستر لويس (بالإنجليزية: Esther Lewis)‏ (1716)؛ كاتِبة وشاعرة بريطانية.